# 西坨子遗址
西坨子遗址是位于中国吉林省双辽市郑家屯街道的新石器时代与青铜时代并存的古遗址。2007年5月被列为吉林省文物保护单位。。